# Hydramoeba
Hydramoeba – rodzaj ameb należących do supergrupy Amoebozoa w klasyfikacji Cavaliera-Smitha.
Należą tutaj następujące gatunki:
- Hydramoeba hydroxena (Entz, 1912) Reynolds et Looper, 1928[3]